# Чай с жасмином

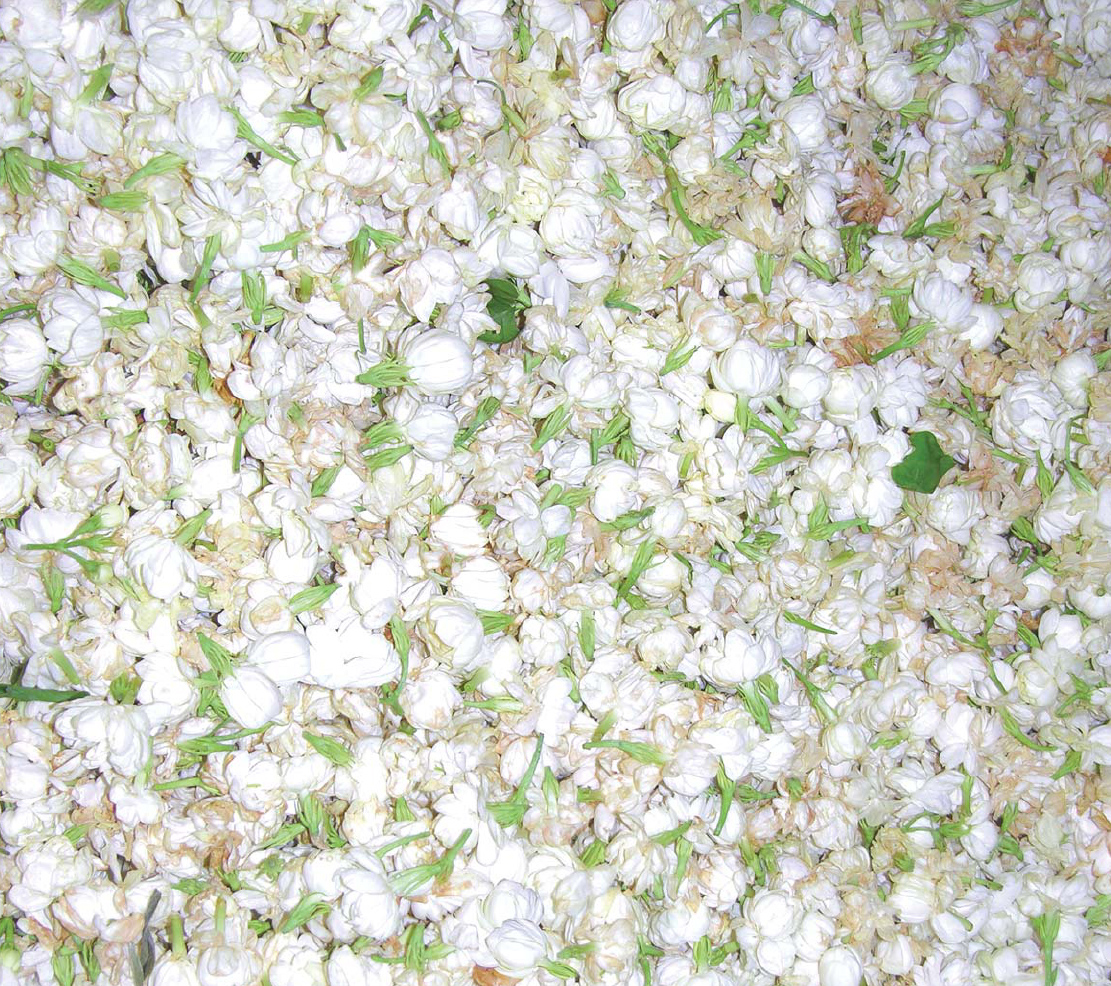
Цветки жасмина для добавления в чай

Жасми́новый чай или чай с жасми́ном — чай с добавлением цветков жасмина. Ведёт свою историю со времен империи Сун (960—1279). В качестве основы жасминового чая обычно используется зелёный или белый чай. Чай с цветками жасмина имеет утончённый сладкий аромат. Это самый популярный душистый чай в Китае.
Считается, что жасмин принесён в Китай из Персии во II—V веках. Он выращивается на большой высоте в горах.
Производится жасминовый чай в провинциях Хунань, Цзянсу, Цзянси, Гуандун, Гуанси, и Чжэцзян. Наилучшей репутацией пользуется чай из провинции Фуцзянь.

## Способ приготовления
Для изготовления высококлассного жасминового чая используются специально выращиваемые сорта жасмина.
Существует два основных способа изготовления чая, которые известны с давних времен. Первый способ: цветки жасмина вместе с листьями чая подвергают термической обработке в течение одного дня. Второй способ: листья чая и цветки жасмина хранятся вместе на протяжении ста и более дней, после чего жасмин удаляется из чая. При данном способе приготовления чай не теряет своих полезных качеств, однако ручная работа при таком способе приготовления увеличивает стоимость конечного продукта.